# 나이토 노부요시 (1625년)
나이토 노부요시(일본어: 内藤信良, 1625년 ~ 1695년 9월 1일)는 일본 에도 시대의 다이묘로, 다나구라번의 제2대 번주이다. 어릴적 이름은 이누치요(犬千代)이다.
다나구라 번의 초대 번주 나이토 노부테루의 아들로 에도에서 태어났다. 1633년에 쇼군 도쿠가와 이에미쓰를 알현하였고, 1641년에 종5위하, 셋쓰노카미에 서임되었다. 1665년, 아버지가 사망하자 영지를 물려받았고, 부젠노카미로 관직이 변경되었다. 1671년 음력 9월, 동생인 노부노리에게 영지 5천 석을 분할해주어, 다나구라의 고쿠다카는 4만 5천 석이 되었다. 1673년, 적자 노부사다가 요절하자, 가즈노부를 양자로 들여 후사를 잇게 했다. 1674년에 가즈노부에게 번주직을 양위하고, 1695년에 다나구라에서 71세의 나이로 사망하였다.
| 전임 나이토 노부테루 | 제2대 다나구라번 번주 (나이토 가문) 1665년 ~ 1674년 | 후임 나이토 가즈노부 |